# 21814 Shanawolff
21814 Shanawolff è un asteroide della fascia principale. Scoperto nel 1999, presenta un'orbita caratterizzata da un semiasse maggiore pari a 2,2487950 UA e da un'eccentricità di 0,0743061, inclinata di 3,95376° rispetto all'eclittica.